# Cilly
Cilly es una comuna francesa, situada en el departamento de Aisne, de la región de Alta Francia.

## Demografía
| 326 | 344 | 251 | 251 | 265 | 246 | 224 | 210 |
| Para los censos de 1962 a 1999 la población legal corresponde a la población sin duplicidades (Fuente: INSEE [Consultar]) |     |     |     |     |     |     |     |